# باشگاه فوتبال فردوسی ثامن
 باشگاه فوتبال فردوسی‌ثامن مشهد که پیشتر با نام خوشه طلایی ساوه فعالیت می‌کرد یک باشگاه فوتبال در شهر مشهد، ایران است، که هم‌اکنون در لیگ دسته سه حضور دارد.
این تیم در دی ماه ۱۳۹۵ با خرید امتیاز باشگاه فوتبال کارگر بنه‌گز وارد مسابقات لیگ دسته سوم ایران شده و در فصل ۹۵–۹۶ به عنوان تیم قهرمان گروه (الف) لیگ دسته سوم فوتبال ایران به رقابت‌های لیگ دسته دوم فوتبال ایران صعود کرده است. این تیم در فصل ۹۷–۹۶ از گروه خود در اسفند ماه ۹۶ به مرحله دوم مسابقات لیگ دسته دوم کشور با سرمربیگری محسن عاشوری و مربیگری مرتضی کرمانی مقدم راه یافت.
باشگاه خوشه طلایی در فروردین ۱۳۹۸ دو هفته مانده به پایان لیگ دسته دوم فوتبال ایران پس از برتری مقابل تیم شهرداری بم صعودش به لیگ آزادگان قطعی شد.
این باشگاه در مهر ماه  ۱۴۰۳ از نام خوشه طلایی به فرودسی‌ثامن مشهد تغییر نام داد.

## نتایج
| فصل     | لیگ          | رتبه               | جام حذفی   | توضیحات             |
| ------- | ------------ | ------------------ | ---------- | ------------------- |
| ۹۶–۱۳۹۵ | دسته سوم     | تیم اول گروه (الف) | -          | صعود                |
| ۹۷–۱۳۹۶ | دسته دوم     | تیم سوم گروه (الف) | مرحله دوم  |                     |
| ۹۸–۱۳۹۷ | دسته دوم     | تیم اول گروه (الف) | مرحله دوم  | صعود                |
| ۹۹–۱۳۹۸ | لیگ آزادگان  | چهارم              | ۱/۱۶ نهایی |                     |
| ۰۰–۱۳۹۹ | لیگ آزادگان  | هشتم               | ۱/۸ نهایی  |                     |
| ۱۴۰۰–۰۱ | لیگ آزادگان  | ششم                |            |                     |
| ۱۴۰۱–۰۲ | لیگ آزادگان  | دوازدهم            |            |                     |
| ۱۴۰۲–۰۳ | لیگ آزادگان  | هجدهم              | مرحله سوم  | سقوط به لیگ دسته دو |
| ۱۴۰۳–۰۴ | لیگ دسته دوم | -(گروه ب)          | مرحله دوم  |                     |

## بازیکنان
فهرست بازیکنان در فصل ۰۴_۱۴۰۳
| شماره |       | نقش       | بازیکن         |
| ----- | ----- | --------- | -------------- |
| ۲     | ایران | مدافع     | رضا خیردار     |
| ۱۰    | ایران | هافبک     | میلاد صفایی    |
| ۴     | ایران | مدافع     | امین عباسی     |
| ۲۳    | ایران | مدافع     | بهتاش میثاقیان |
| ۱     | ایران | دروازه‌بان | سعید جلالی‌راد  |

| شماره |       | نقش   | بازیکن         |
| ----- | ----- | ----- | -------------- |
| ۹۰    | ایران | مهاجم | علی یونسی      |
| ۴۷    | ایران | هافبک | امیرحسین جعفری |
| ۵     | ایران | مدافع | فرشاد حصاری    |
| ۲۱    | ایران | مدافع | عماد وظایفی    |
| ۶۷    | ایران | مهاجم | فرید همرنگ     |

## کادر فنی
| سمت              | نام           |
| ---------------- | ------------- |
| سرمربی           | اکبر میثاقیان |
| دستیار مربی      | -             |
| مربی دروازه‌بانان | خشایار روستا  |

## افتخارات
- لیگ دسته دوم فوتبال ایران

 قهرمان (۱): ۹۸–۱۳۹۷

## سرمربیان تاریخ باشگاه
- مرتضی مرادی (دی ۱۳۹۵-شهریور ۱۳۹۶)
- کوروش برمک[۳] (شهریور ۱۳۹۶-مهر ۱۳۹۶)
- ناصر ابراهیمی (مهر ۱۳۹۶-آبان ۱۳۹۶)
- محسن عاشوری[۴] (آبان ۱۳۹۶-آذر ۱۳۹۸)
- محمود فکری (آذر ۱۳۹۸-اسفند ۱۳۹۸)
- محسن عاشوری (اسفند ۱۳۹۸-شهریور ۱۳۹۹)
- سهراب بختیاری‌زاده (شهریور ۱۳۹۹-آذر ۱۳۹۹)
- وحید بیاتلو (آذر ۱۳۹۹-مهر ۱۴۰۰)
- داوود مهابادی (مهر ۱۴۰۰-بهمن ۱۴۰۰)
- وحید بیاتلو (بهمن ۱۴۰۰-اسفند ۱۴۰۰)
- وحید حکیمی (فروردین ۱۴۰۱-مرداد ۱۴۰۱)
- محسن بیاتی‌نیا (شهریور ۱۴۰۱-مهر ۱۴۰۱)
- وحید بیاتلو (مهر ۱۴۰۱-خرداد ۱۴۰۲)
- وحید کلهر (خرداد ۱۴۰۲-آبان ۱۴۰۲)
- فرشاد کرمی (آبان ۱۴۰۲-اسفند ۱۴۰۲)
- خسرو حیدری (اسفند ۱۴۰۲)
- ایمان رزاقی‌راد (فروردین ۱۴۰۳-اردیبهشت ۱۴۰۳)
- سید محمد حسینی (اردیبهشت ۱۴۰۳)
- رضا ناصحی (اردیبهشت ۱۴۰۳-بهمن ۱۴۰۳)
- اکبر میثاقیان (بهمن ۱۴۰۳-)